# Juuse Saros
Juuse Matias Saros (* 19. April 1995 in Forssa) ist ein finnischer Eishockeytorwart, der seit Juni 2015 bei den Nashville Predators in der National Hockey League unter Vertrag steht.

## Karriere

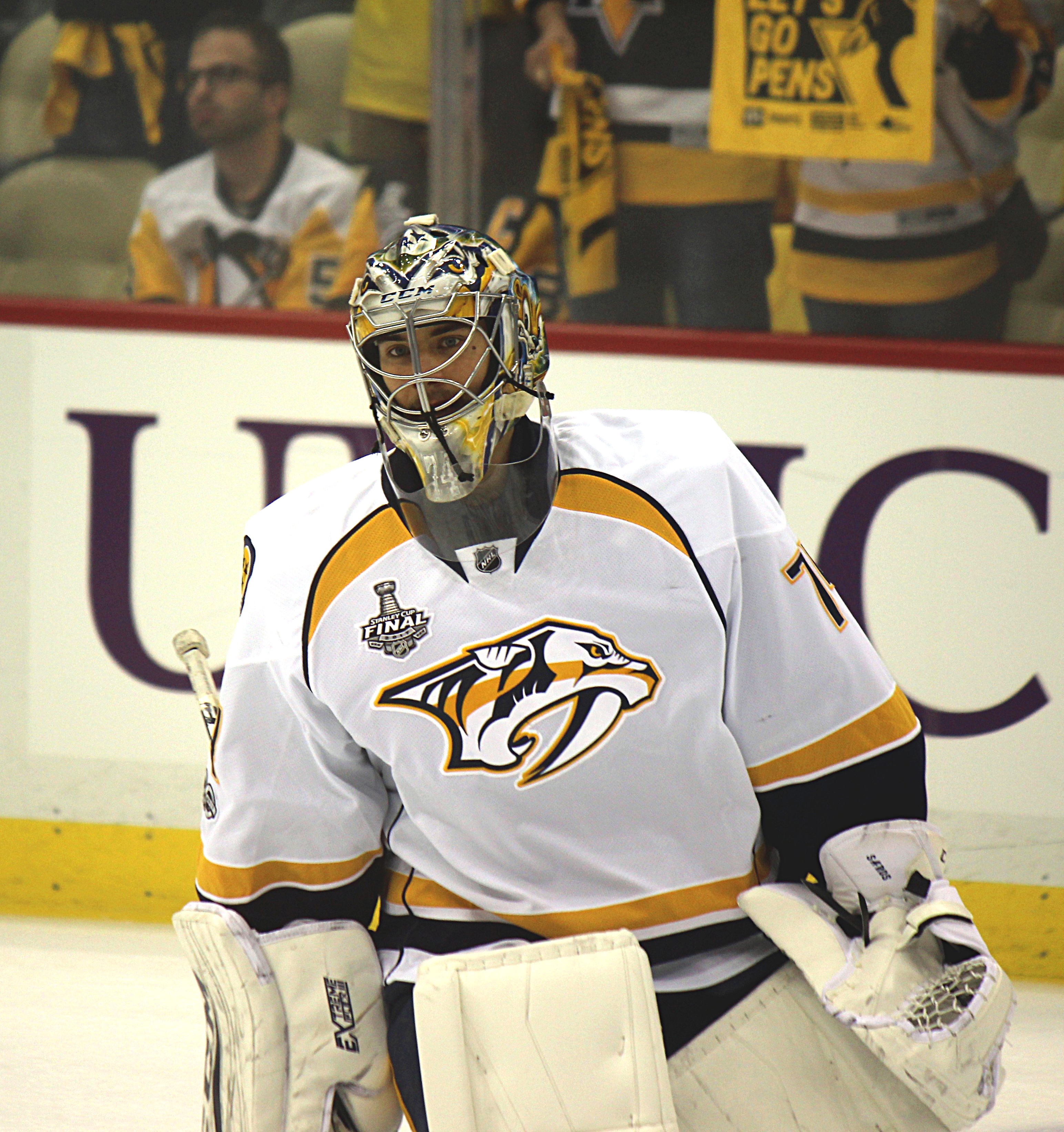
Saros im Trikot der Predators (2017)

Juuse Saros begann seine Karriere 2009 im Nachwuchsbereich von Hämeenlinnan Pallokerho und durchlief alle Nachwuchsmannschaften des Vereins. Dabei erreichte er 2011 die beste Fangquote in der C-Junioren SM-sarja, der dritthöchsten Spielklasse dieser Altersstufe und wurde auch zum besten Torhüter und besten Spieler der Liga und folgerichtig auch in das All-Star-Team gewählt. 2012 trug er mit der besten Fangquote in den Playoffs maßgeblich dazu bei, dass die A-Junioren seines Klubs den dritten Platz in der SM-liiga, der höchsten finnischen Spielklasse, belegten. Zudem erreichte er in der Qualifikation für die SM-sarja der B-Junioren sowohl die beste Fangquote als auch den geringsten Gegentorschnitt pro Spiel. Im Folgejahr wurde er mit Hämeenlinna Pallokerho finnischer Meister der A-Junioren. Er selbst erreichte die beste Fangquote und den geringsten Gegentorschnitt der SM-liiga dieser Altersklasse und wurde daher auch zum besten Spieler und besten Torhüter sowie in das First All-Star-Team gewählt.
Beim NHL Entry Draft 2013 wurde Saros von den Nashville Predators in der vierten Runde als insgesamt 99. Spieler gezogen. Er verblieb jedoch noch zwei weitere Jahre in Hämeenlinna und avancierte dort zum Stammtorhüter. Dabei erreichte er in seiner ersten Saison gleich die zweitbeste Fangquote und den zweitgeringsten Gegentorschnitt der Liiga hinter Jussi Rynnäs vom Meister Oulun Kärpät und wurde als Rookie of the Year mit der Trophäe Jarmo Wasaman muistopalkinto ausgezeichnet. Nachdem er 2015 beim KHL Junior Draft vom belarussischen HK Dinamo Minsk in der ersten Runde an 19. Position ausgewählt wurde, wechselte er zu seinem NHL-Draftverein nach Nashville. Er debütierte am 28. November 2015 bei der 1:4-Niederlage gegen die Buffalo Sabres in der National Hockey League und wurde ansonsten vor allem beim Farmteam der Predators, den Milwaukee Admirals, in der American Hockey League eingesetzt. Am Ende der Saison 2015/16 wurde er dort ins All-Rookie Team gewählt.
In der Spielzeit 2016/17 erhielt Saros mit 21 Einsätzen bereits deutlich mehr Spielzeit in der NHL, fungierte als zweiter Torhüter hinter Pekka Rinne und erreichte mit den Predators das Stanley-Cup-Finale, unterlag dort jedoch den Pittsburgh Penguins. In der Folgesaison wurde der Finne ins NHL All-Rookie Team gewählt und etablierte sich zur Spielzeit 2018/19 als zweiter Torwart hinter Rinne im NHL-Aufgebot der Predators. Bereits in der folgenden Saison 2019/20 bestritt er mit 40 Partien mehr Einsätze als Rinne (36) und erhielt auch in den Playoffs 2020 den Vorzug vor seinem Landsmann.
Im August 2021 unterzeichnete Saros einen neuen Vierjahresvertrag in Nashville, der ihm ein durchschnittliches Jahresgehalt von fünf Millionen US-Dollar einbringen soll. Dieser wurde im Juli 2024 um weitere acht Jahre verlängert, wobei das Jahresgehalt auf 7,74 Millionen US-Dollar steigen soll.

### International
Juuse Saros vertrat sein Heimatland bei den U18-Weltmeisterschaften 2012, als er aber nicht eingesetzt wurde, und 2013 als er mit der zweitbesten Fangquote und dem zweitgeringsten Gegentorschnitt (jeweils hinter dem Kanadier Philippe Desrosiers) zum besten Torhüter des Turniers gewählt wurde und mit seiner Leistung maßgeblich zum Gewinn der Bronzemedaille beitrug. 2014 und 2015 nahm er an den U20-Weltmeisterschaften teil. Dabei wurde er mit der finnischen Juniorenauswahl 2014 Weltmeister und selbst mit der besten Fangquote und dem geringsten Gegentorschnitt pro Spiel auch in das All-Star-Team des Turniers gewählt.
Während der Saison 2013/14 debütierte er für die Herren-Nationalmannschaft und wurde für die Weltmeisterschaft 2014 nominiert, bei der er zwar nicht zum Einsatz kam, aber mit seinem Team die Silbermedaille errang. Im Folgejahr kam er zu seinem ersten WM-Einsatz im Herrenbereich, als ihm beim 3:0-Vorrundensieg gegen die Slowakei ein Shutout gelang. Zudem vertrat er seine Farben bei drei Spielen der Euro Hockey Tour 2014/15, die Finnland als Zweiter hinter der Schweden beendete. Auch bei der WM 2016 war Saros Teil des finnischen Aufgebots und gewann mit dem Team erneut die Silbermedaille.

## Erfolge und Auszeichnungen
| - 2012 Beste Fangquote der SM-liiga-Playoffs der A-Junioren - 2013 Finnischer Meister der A-Junioren mit Hämeenlinnan Pallokerho - 2013 Beste Fangquote der SM-liiga der A-Junioren - 2013 Geringster Gegentorschnitt der SM-liiga der A-Junioren - 2013 Wertvollster Spieler der SM-liiga der A-Junioren - 2013 Bester Torhüter der SM-liiga der A-Junioren | - 2013 All-Star-Team der SM-liiga der A-Junioren - 2014 Jarmo Wasaman muistopalkinto - 2016 AHL All-Rookie Team - 2018 NHL All-Rookie Team - 2022 Teilnahme am NHL All-Star Game - 2023 Teilnahme am NHL All-Star Game |

### International
| - 2013 Bronzemedaille bei der U18-Junioren-Weltmeisterschaft - 2013 Bester Torhüter bei der U18-Junioren-Weltmeisterschaft - 2014 Goldmedaille bei der U20-Junioren-Weltmeisterschaft - 2014 Beste Fangquote der U20-Junioren-Weltmeisterschaft | - 2014 Geringster Gegentorschnitt der U20-Junioren-Weltmeisterschaft - 2014 All-Star-Team der U20-Junioren-Weltmeisterschaft - 2014 Silbermedaille bei der Weltmeisterschaft - 2016 Silbermedaille bei der Weltmeisterschaft |

## Karrierestatistik
Stand: Ende der Saison 2024/25

### International
Vertrat Finnland bei:
| - U18-Junioren-Weltmeisterschaft 2012 - U18-Junioren-Weltmeisterschaft 2013 - U20-Junioren-Weltmeisterschaft 2014 - Weltmeisterschaft 2014 - U20-Junioren-Weltmeisterschaft 2015 | - Weltmeisterschaft 2015 - Weltmeisterschaft 2016 - 4 Nations Face-Off 2025 - Weltmeisterschaft 2025 |

(Legende zur Torhüterstatistik: GP oder Sp = Spiele insgesamt; W oder S = Siege; L oder N = Niederlagen; T oder U oder OT = Unentschieden oder Overtime- bzw. Shootout-Niederlage; Min. = Minuten; SOG oder SaT = Schüsse aufs Tor; GA oder GT = Gegentore; SO = Shutouts; GAA oder GTS = Gegentorschnitt; Sv% oder SVS% = Fangquote; EN = Empty Net Goal; 1 Play-downs/Relegation; Kursiv: Statistik nicht vollständig)